# ウルトロン (写真レンズ)
ウルトロン（Ultron ）とは、フォクトレンダーの写真レンズの名称。開放F値がF2前後のダブルガウス型大口径レンズに用いられる。
1950年にアルブレヒト・ウィルヘルム・トロニエにより設計され、ウルトロン50mmF2がレンジファインダー機「プロミネント」「ビテッサ」等に装着されていた。
いくつか特許が存在する。例えばU.S.P.2627205は硝材6種を使った5群6枚構成で、画角直径50度に渡り非点収差、像面湾曲とも良好に補正されていた。歪曲収差は40度まで皆無に近く、その外側ではわずかながら樽型が出る。

## 製品一覧

### コンタックスマウントウルトロン
ごく少数が市場に出回っている。

### M42マウントウルトロン
ツァイス・イコンに合併されてからイカレックスTMシリーズ用に製造され、またその後継機、フォクトレンダーVSL用に引き続き製造された。

### 各種一眼レフカメラ用ウルトロン
コシナにより製造された。